# Hans Buys
Henri Marinus (Hans) Buys, pseudoniem Henri Busy, (Amsterdam, 21 december 1937 – 2007) was een Nederlands schilder en graficus.
Hij is zoon van Gerrit Buys, kantoorbediende in de houthandel, en Mathilda Henriëtte Carolina Wijsmuller. Hij kreeg zijn opleiding aan de Gerrit Rietveld Academie in Amsterdam-Zuid. In 1962 kreeg hij als ontwerper samen met andere "Twintigers" een expositieruimte toebedeeld in Industriële Club onder toezicht van de Rijksakademie van beeldende kunsten. Hij werkte enige tijd voor een reclamebureau. In 1966 verschenen illustraties van hem in het boek Aan prinses Beatrix van Adriaan Roland Holst. In datzelfde jaar was zijn werk als onderdeel van "Atelier 4" even te zien in het Stedelijk Museum. Het jaar daarop was hij verantwoordelijk voor alles wat grafisch te maken had met promotie van het Holland Festival (programma’s, gids, raambiljetten, folders etc.). Hij had er al eerder samen met anderen aan gewerkt, maar vond achteraf dat er geen lijn in zat. In 1969 ontving hij de Van der Rijn-prijs voor een ontwerp van een affiche Mens en natuur. Buys raakte het Holland Festival al snel weer kwijt; het ging terug naar ontwerper Dick Elffers.
In de jaren zeventig zag hij de mogelijkheid zijn stijl aan te passen. Hij was paardenliefhebber en kon zijn brood verdienen door het (op bestelling) schilderen van paarden en later ook (aangeklede) honden. Om meer internationaal te klinken wijzigde hij zijn naam in Henri Busy. Hij had onder meer een expositie van zijn werk in Hotel Philadelphia in Amman.